# Парламентские выборы во Франции (1898)
Парламентские выборы во Франции 1898 года были 7-ми парламентскими выборами Третьей республики и последними в XIX веке. Они проходили 8 мая (первый тур) и 22 мая (второй тур). Левые получили подавляющее большинство: 489 из 585 мест.

## Результаты
| Партия                                    | Места |
| ----------------------------------------- | ----- |
| Социалисты                                | 57    |
| Радикал-социалисты                        | 74    |
| Радикалы                                  | 104   |
| Прогрессисты                              | 254   |
| Rallies (партия католиков-республиканцев) | 32    |
| Монархисты                                | 44    |
| Националисты                              | 6     |
| Ревизионисты                              | 4     |
| Всего                                     | 585   |

## Внешние ссылки
- Парламентские выборы 1898 года